# Синдром 48, XYYY
Синдром 48, XYYY — чрезвычайно редкая анеуплоидная половая хромосомная аномалия. Случается реже чем 1 из 1 000 000 случаев.
Представляет собой редкую аномалию числа Y-хромосом, которая характеризуется легкой-умеренной задержкой развития (особенно речью), большими, нерегулярными зубами с плохой эмалью, высоким ростом и прыщами. Также может наблюдаться клинодактилия. У мальчиков, как правило, нормальные гениталии, но у взрослых мужчин часто отмечается гипогонадизм и бесплодие.